# 목호의 난
목호의 난(牧胡亂)은 고려 공민왕 23년(1374년)에 당시 원(元)의 목장이 있던 탐라(오늘날의 제주도)에서 말을 기르던 몽골족 목자인 목호(하치)들이 주동해 일으킨 반란이다. 하치의 난(合赤의 亂) 또는 난이 일어난 해의 간지를 따서 갑인의 변(甲寅의 變)이라고 부르기도 한다.

## 배경
삼별초에 의한 대몽항쟁이 진압된 원종(元宗) 14년(1273년) 이후, 원은 삼별초가 점거했던 탐라에 군민총관부를 설치하고 다루가치를 두어 다스렸으며, 충렬왕(忠烈王) 3년(1277년)에는 황실의 말을 탐라에 방목해 목장을 설치하였다. 탐라가 충렬왕 21년(1295년)에 고려에 반환된 뒤에도 제주도는 그대로 원 조정의 목장 기능을 했는데, 이 목장에서 말을 치는 몽골족 목자들을 목호(牧胡)라고 불렀다.
목호의 숫자는 많을 때는 1,400명에서 1,700명에 이르렀으며, 약 1백 년 동안을 제주도에 주둔하며 현지 주민들과 섞여 살면서 말 기르는 기술을 전수하는가 하면 탐라 여인과 혼인해 자식을 두기도 했고 한편으로 탐라에 파견된 고려 관리들의 가혹한 수탈과 부정부패로 인한 탐라 주민들의 반발심을 교묘히 선동하여 고려 조정에 반란을 일으키도록 획책하기도 했다.
공민왕의 즉위와 더불어 반원정책이 시행되면서 제주에서 목호와 고려 관리의 대립은 더욱 심해져 목호들이 고려 관리를 살해하거나 원 본국에 요청해 만호부를 설치해줄 것을 요구하는 일도 있었다. 원을 북쪽으로 몰아내고 중국 대륙을 차지, 고려와 수교한 명(明)은 고려에 대해 위압적인 태도를 보이며, 북쪽으로 쫓겨간 원의 잔당(북원)을 치는데 필요한 제주마(濟州馬) 2천 필을 바칠 것을 고려에 요구하였는데, 제주 목호의 지도자였던 석질리필사 · 초고독불화 · 관음보 등은 이에 반발하여 "세조(世祖) 황제(쿠빌라이 칸)께서 방목하신 말을 우리가 어찌 적국인 명에 보낼 수 있단 말인가?"라며 350필만 내어주었고, 명의 사신의 항의에 고려 조정은 마침내 탐라를 정벌할 것을 결정하였다.

## 경과
조정에서 목호 토벌을 위해 편성된 각 군대의 지휘관은 다음과 같다.
- 양광전라경상도통사(楊廣全羅慶尙都統使) - 최영(당시 문하찬성사)
- 도병마사(都兵馬使) - 염흥방(당시 밀직제학)
- 양광도원수(楊廣道元帥) - 이희필(상원수, 당시 삼사좌사), 변안열(부원수, 당시 판밀직사사)
- 전라도원수(全羅道元帥) - 목인길(상원수, 당시 찬성사), 임견미(부원수, 당시 밀직)
- 경상도원수(慶尙道元帥) - 지윤(상원수, 당시 판숭경부사), 나세(부원수, 당시 동지밀직사사)
- 삼도조전원수(三道助戰元帥) 겸 서해도순문사(西海都巡問使) - 김유(당시 지문하사)

이들은 과거 홍건적의 난과 왜구(倭寇), 최유의 난 등 잦은 전란을 진압하고 평정하는 과정에 참여하고 득세한 무인 세력으로써 전투 경험이 많을 뿐더러, 출정군으로 차출되기 전에는 모두 재상급에 해당하는 2품 이상의 관직을 거쳤던 고위층들이었다. 동원된 전함은 모두 314척으로 왜구로부터 빼앗은 배였으며 군사는 총 25,605명이었다. 여기에 문하평리(門下評理) 류연과 지밀직사사(知密直司事) 홍사우를 각각 양광도와 전라도의 도순문사로 삼아 머물러 지키면서 혹시 있을지 모를 목호와 왜구의 합세, 내지 왜구의 기습에 대비하도록 하였다.
최영을 총사령관으로 한 고려의 토벌군은 8월에 나주(羅州)의 영산포(榮山浦)에서 군사들의 규율을 정했는데, 진도(珍島)를 출발한 뒤 추자도(楸子島)에 이르기까지 보름 여간에 역풍이 부는 등 불순한 기상여건에 서해도순문사 김유의 할당 전함 1백 척이 오지 않았다는 이유로 최영은 진도 벽파진의 검산곶에 좀 더 머무르려 하였으나, 다른 장수들이 최영의 명에도 불구하고 보길도에서 배를 띄워 추자도로 향하는 바람에 최영도 뒤따라 출발할 수 밖에 없었고, 결국 추자도 인근에서 풍랑을 만나 함선 상당수가 크게 파손되는 피해를 입었다.
8월 28일에 명월포(明月浦)에 도착한 고려군은 전임 제주목사 박윤청을 보내 탐라의 성주와 왕자(王子)를 회유하는 한편 목호들에게도 자진 항복을 요구하면서 배 11척에 타고 있던 고려군을 먼저 상륙시켰지만, 목호들은 최영이 보낸 문서를 찢어버리며 협상을 거부했고, 제주에 상륙한 고려군도 명월포에 포진해 있던 목호 지도자 석질리필사의 3천 기병에게 몰살당했다. 앞서 탐라에 와서 머무르고 있던 고려의 안무사 이하생도 목호의 손에 살해되었다. 몇 번에 걸쳐 고려에서 보낸 관리 인솔군을 격퇴한 적이 있는 목호의 기세는 등등했고 탐라 주민 모두가 목호와 결탁했을지도 모른다는 두려움에 군사들이 진군하지 않으려 하자, 최영은 비장(裨將, 하급장교) 한 명을 병사들이 보는 앞에서 목을 베어 조리돌려 보였고 그제서야 군사들이 해안에 상륙해 목호와 전투를 치렀다.

외돌개 방면에서 바라본 범섬. 범섬으로 달아난 목호를 진압하기 위해 최영이 외돌개 바위를 장군의 모습으로 치장했고, 멀리서 이를 본 목호들은 대장군이 진을 친 것으로 알고 그만 겁에 질려 스스로 목숨을 끊었다고 전한다.

30리까지 추격해 들어간 고려군은 목호들의 말을 모두 빼앗아 기병대를 갖추었으며, 명월포(명월촌)를 시작으로 어름비, 밝은오름, 검은데기오름 방면에서 밤낮으로 전투를 치렀고, 다시 명월포로 돌아와 군영을 두었을 때 목호 지도자인 석질리필사 등이 고려군을 새별오름으로 유인해 결판을 내려 했으나, 이를 간파한 최영은 군사를 몰아 급히 추격했고 수세에 몰린 목호들은 연래(延來)와 홍로(烘爐)를 거쳐 서귀포(西歸浦) 남쪽의 범섬으로 달아났다.
최영은 빠른 배 40척을 모아 범섬을 포위하게 한 뒤 정병을 거느리고 범섬으로 들어갔고, 궁지에 몰린 석질리필사는 그의 세 아들을 데리고 나와 항복하고 다른 목호 지도자 초고독불화와 관음보는 벼랑에 뛰어내려 자결하였다.
최영은 항복한 석질리필사와 그의 세 아들을 모두 허리를 베어 처형하고, 벼랑에서 자결한 나머지 두 목호 지도자의 시신도 찾아내 목을 베었으며, 수급은 개경의 왕에게 보내졌다. 남은 무리들은 초무해서 양민으로 편입시켰는데, 최영에게 포로로 잡혔다가 달아난 석다시만(石多時萬) · 조장홀고손(趙莊忽古孫) 등 105인은 다시 동쪽으로 달아나 동도(東道) 아막을 거점으로 농성하였다. 최영은 이마저도 격파하고 도망치는 목호 무리를 샅샅이 찾아내 모두 죽였다. 이때 죽은 시체가 들을 덮었다고 한다.
목호들을 쳐부수고 거둔 전리품 가운데 말 1,700필 중 774필은 현지 관인에게 맡겨서 기르게 하고, 금패(金牌)와 은패(銀牌), 인신(印信)은 제주의 고려 관원과 탐라의 토착 지도자들에게 나눠주었다. 나머지 말을 가지고 9월 22일에 명월포를 출발한 고려군은 화탈도(火脫島)에서 역풍이 불어서 명월포로 회항, 다음날 다시 출항해서 추자도에 도착했으나 10월 5일에야 추자도를 출발해 풍랑을 뚫고 소한도, 보길도, 진도 등지를 거쳐 11월 3일에야 목포 해안에 도착할 수 있었고 그 와중에 배에 실은 말 가운데 93필이 풍랑으로 죽었다.
최영이 제주를 떠나고 13일만에 제주 본토에서는 다시 현지 사람인 마적(馬賊) 차현유(車玄有)가 반란을 일으켜 관아를 불사르고 최영이 거두어 관에 맡겼던 말과 소를 죽여 잡아먹는 등 세력을 떨치다가 왕자 문신보(文臣輔)와 성주 고실개(高實開)에 의해 한 달여 만에 진압되기도 하는 등 반고려 · 반명 성향의 잔존세력이 제주에 한동안 존재했다.

## 영향
탐라에서 일어난 목호의 난을 진압함으로써 그때까지 반은 고려, 반은 몽골의 세력 아래 있던 제주는 완벽하게 고려에 귀속되었으나, 제주는 전보다 더 많은 마필 공납 요구에 시달렸다. 우왕(禑王) 5년(1379년)부터 공양왕(恭讓王) 4년(1392년)까지 고려에서 명에 바친 약 3만 필의 말 가운데 2만 필 이상이 탐라산 말이었다. 공민왕 19년(1370년)에 고려가 명에 《탐라계품표》를 올려 제주는 예전부터 고려의 땅으로 몽골은 단지 제주의 목초지만을 빌려썼을 뿐이라는 과거의 연고를 내세워 탐라를 고려령으로 승인해줄 것을 통지했을 때조차 명은 이를 바로 인정하거나 공식적으로 부인하는 입장을 밝히지는 않은 채 고려를 강압해 탐라의 말만을 요구하였으나, 우왕 12년(1386년)에 사실상 말을 바치라는 탐라 말 구매 의사를 고려에 전달했다가 이듬해에 철회하면서 고려 조정의 제주도 영유권을 비로소 인정했다.
국내 정세로써는 최영이 제주도로 내려가 있는 사이에 개경에서는 공민왕이 시해되었고, 명의 사신 임밀과 채빈은 3백 필의 말을 가지고 돌아가던 중 개주참(開州站)에서 호송을 맡았던 고려의 관리 김의에 의해 피살되어(김의는 사건 직후 북원으로 도주), 고려와 명의 외교관계는 험악해지게 되었고, 명의 철령위(鐵嶺衛) 설치 통보에서 최영 등에 의해 요동 정벌 시도가 촉발되었다. 이때 팔도도통사(八道都統使)로써 직접 정벌군을 지휘하려는 최영을 우왕은 "선왕(공민왕)이 시해된 것은 경(최영)이 남쪽(제주)으로 정벌하러 나가서 개경에 아무도 없었기 때문"이라며 한사코 자신의 곁에 붙잡아두려 하였고, 결국 최영 대신 요동정벌군을 지휘하게 된 우군도통사(右軍都統使) 이성계(李成桂)가 위화도(威化島)에서 군사를 돌려(위화도 회군) 최영을 처형하고 우왕을 폐위시킴으로써, 조선 건국의 단초를 마련하게 된다.
목호의 난에는 탐라에 와있던 몽골인뿐 아니라 몽골인과 탐라인 사이에 태어난 반(半)몽골화된 탐라인들도 상당수 가담했으나, 최영의 고려군에 의해 난이 진압된 직후 차현유, 강백언(姜伯彦) 등과 목호 잔당들에 의해 일어난 소란에서는 탐라 주민들이 거의 동참하지 않았고, 반란 진압도 제주의 토착 세력들에 의해 이루어졌다. 탐라인들은 점차 목호 잔당을 배척하고, 과거 몽골과 어우러져 살았던 사실조차 부정하려는 태도를 취하게 되었다. 조선 태종 17년(1417년)부터 세종 2년(1420년)까지 제주 대정현(大靜縣)의 판관을 지냈던 하담(河澹)은 목호의 난을 가리켜 "우리 동족도 아닌 것들이 섞여들어 갑인의 변(목호의 난)을 불러왔다. 칼과 방패가 바다를 메웠고 간과 뇌수로 땅을 발랐으니, 말하자면 목이 멘다."고 하여 치열했던 전란의 모습을 회고하였다.

## 참고자료
- 김일우, 《고려시대 탐라사연구》(2000), 신서원
- 김일우 · 문소연 《제주, 몽골을 만나다》(2013), 제주문화예술재단

## 관련 작품
뮤지컬
- 《범섬의 숨비소리》 2002년

소설
- 이성준 《탐라, 노을 속에 지다》(전2권) 도서출판 각, 2015년 ISBN 978-89-6208-124-4

만화
- 정용연 〈목호〉 무크지 《보고》(1호 ~ 5호) 도서출판(주)휴머니스트, 2014년
  - 같은 저자, 《목호의 난:1374 제주》딸기책방, 2019년

## 같이 보기
- 최영
- 목호(牧胡)
- 탐라총관부